# Laothus
Genre
Laothus est un genre d'insectes lépidoptères de la famille des Lycaenidae et de la sous-famille des Theclinae présent en Amérique.

## Dénomination
Le genre a été nommé par Kurt Johnson (d), James J. Kruse (d) et Karl Ritter Kroenlein (d) en 1997.

## Liste des espèces
- Laothus barajo (Reakirt, [1867])
- Laothus cockaynei (Goodson, 1945)
- Laothus erybathis (Hewitson, 1867)
- Laothus gibberosa (Hewitson, 1867)
- Laothus numen (Druce, 1907)
- Laothus oceia (Godman & Salvin, [1887])
- Laothus phydela (Hewitson, 1867)
- Laothus viridicans (C. & R. Felder, 1865)[1],[2].

## Répartition
Les Laothus sont présents en Amérique centrale et Amérique du Sud.